# Imatge de perfusió miocardíaca
La imatge de perfusió miocardíaca o gammagrafia de perfusió miocardíaca (en anglès: Myocardial Perfusion Imaging) (MPI) o Myocardial Perfusion Scan) (MPS) és un procediment de medicina nuclear que mostra la funció del múscul cardíac (el miocardi).
Aquesta prova avalua moltes afeccions cardíaques, com la malaltia de les artèries coronàries (CAD), la miocardiopatia hipertròfica i les anomalies de la motilitat de la paret del cor. La funció del miocardi també s'avalua calculant la fracció d'ejecció del ventricle esquerre (FEVE) del cor.
Aquest examen es realitza juntament amb una prova d'esforç cardíac. Les tècniques planes, com la gammagrafia convencional, poques vegades es fan servir. Per contra, la tomografia computada per emissió de fotó únic (SPECT) és més comú en els EUA. Amb els sistemes SPECT multicapçal, les imatges sovint es poden completar en menys de 10 minuts. Amb la tecnologia de l'SPECT, es poden identificar anomalies interiors i posteriors, i petites àrees d'infart, així com els vasos sanguinis tancats i la massa de miocardi infartat i viable. Els isòtops que es fan servir per aquest estudi són el Thallium-201 o el Technetium-99m.